# Wilko von Klüchtzner
Wilko Freiherr von Klüchtzner (* 14. Oktober 1877 in Haynrode, Eichsfeld; † 31. Dezember 1955 in Bückeburg) war ein deutscher Verwaltungsjurist und Politiker (DNVP). Er war von 1924 bis 1927 Finanzminister des Landes Thüringen.

## Leben

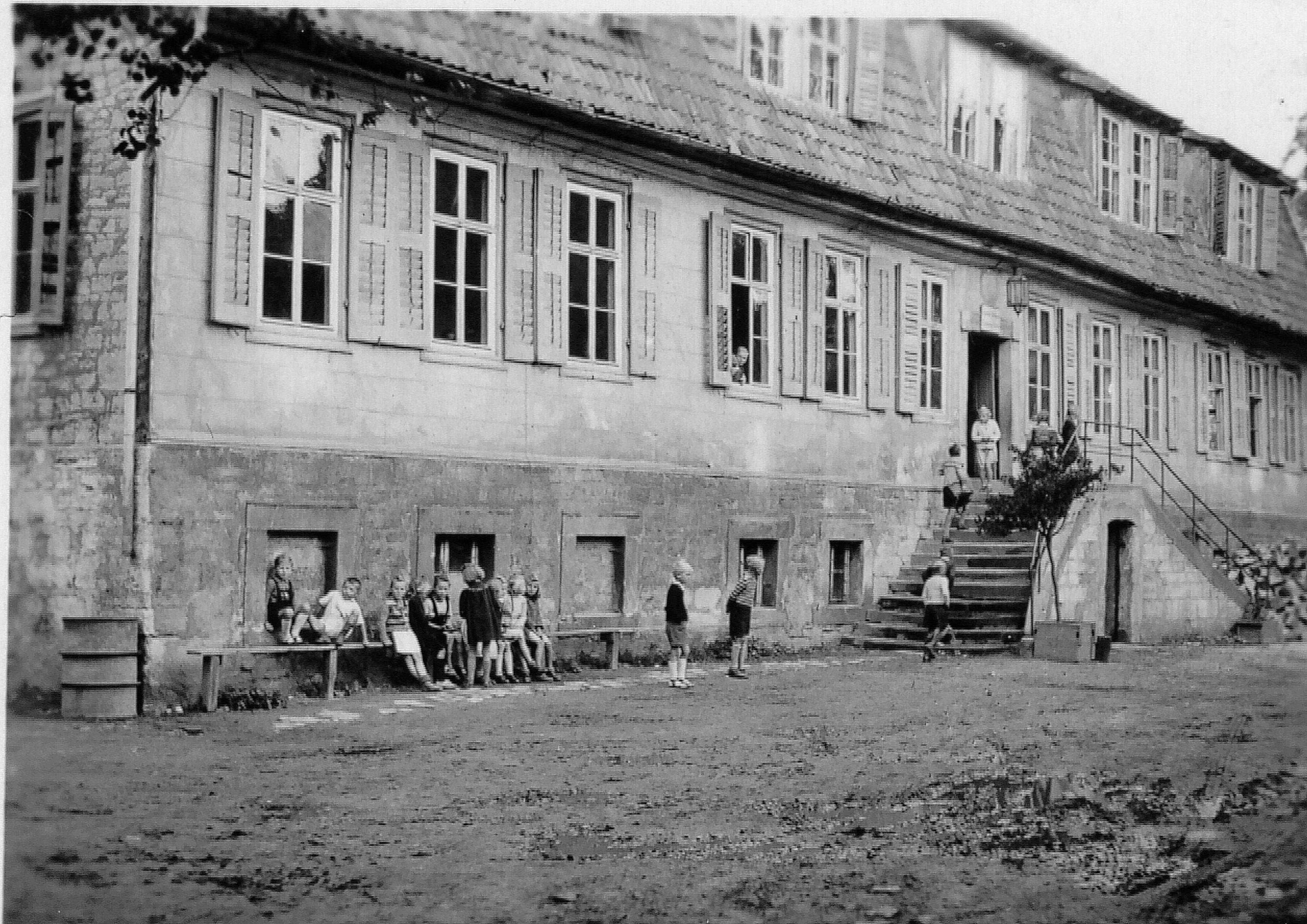
Geburtshaus Klüchtzners – Gut Haynrode, Zustand 1948

Als Sohn des Offiziers und Gutsbesitzers Otto von Klüchtzner und seiner Ehefrau Maria Theresia, geb. von Bültzingslöwen, wurde er auf dem Familiensitz in Haynrode im Eichsfeld geboren, das damals zur preußischen Provinz Sachsen gehörte. Klüchtzner besuchte von 1893 bis 1898 das Realgymnasium in Weimar und legte dort das Abitur ab. Anschließend studierte er Rechtswissenschaft an den Universitäten in Göttingen, Halle und Leipzig. 1898 wurde er Mitglied des Corps Palaiomarchia. Nach dem ersten juristischen Staatsexamen 1902 absolvierte er bis 1907 das Rechtsreferendariat und wurde 1904 in Leipzig zum Dr. iur. promoviert, Thema seiner Dissertation war die Erbrechtliche Surrogation nach dem Bürgerlichen Gesetzbuch.
Die zweite juristische Staatsprüfung legte er krankheitsbedingt erst 1908 ab, danach trat er als Assessor in den preußischen Justizdienst. Er wechselte 1911 in die Verwaltung des Fürstentums Schwarzburg-Sondershausen, wo er 1912 Regierungsassessor und 1917 Regierungsrat sowie Stellvertreter des Landrats von Sondershausen wurde. Klüchtzner wurde 1911 zum Ehrenritter des Johanniterordens ernannt und diente im Ersten Weltkrieg 1914/15 als Sanitäter im Stab einer Infanteriedivision.
Schwarzburg-Sondershausen wurde im Zuge der Novemberrevolution 1918 in einen Freistaat umgewandelt und 1920 zugunsten des Landes Thüringen aufgelöst. Danach war von Klüchtzner ab Dezember 1920 Leiter des Kommunalverbandes Schwarzburg-Sondershausen. Das sozialdemokratisch geführte Thüringische Staatsministerium unter August Frölich versetzte ihn im Oktober 1922 in den Wartestand. Nach dem Wahlsieg der bürgerlichen und rechten Parteien (Thüringer Ordnungsbund) bei der Landtagswahl im Februar 1924 wurde er als Staatsrat für Sondershausen Regierungsmitglied ohne Geschäftsbereich in der thüringischen Landesregierung. Im April desselben Jahres wurde von Klüchtzner Finanzminister des Landes Thüringen im Kabinett Leutheußer I und blieb dies bis Ende April 1927. Danach war er wieder im Wartestand.
Aufgrund des Gesetzes zur Wiederherstellung des Berufsbeamtentums wurde Klüchtzner 1933 rückwirkend vom 16. April 1924 (der Zeit seiner Ernennung zum Finanzminister) in den Ruhestand versetzt. Seit 1927 lebte er wieder ganz auf seinem Rittergut in Haynrode, bis er 1945 aus der Sowjetischen Besatzungszone (SBZ) ausgewiesen wurde und nach Westdeutschland nach Hohenlimburg, Tutzing, Buch am Ammersee und Bad Oeynhausen ging. Nach langer Krankheit starb er mit fast 79 Jahren.